# 천안삼거리휴게소
천안삼거리휴게소(天安三距離休憩所, Cheonan Samgeori Service area)는 대한민국의 충청남도 천안시 동남구 삼룡동에 위치한 경부고속도로의 고속도로 휴게소이다. 서울 방향으로 존재한다. 소재지는 충청남도 천안시 동남구 쉼1길 42에 위치하고 있다.

## 시설
- 수면실
- 샤워실
- 세탁실
- 쉼터
- 이발소
- 수유실
- 약국
- 내고장특산물
- 현금 자동 입출금기
- 브랜드 매장 : 던킨도너츠
- 쥬유소 :EX-OIL
- LPG 충전소:SK가스
- 대표음식 : 병천순대국밥
  - 북위 36° 47′ 16.11″ 동경 127° 10′ 24.32″ / 북위 36.7878083°  동경 127.1734222°

## 다음 휴게소
상행선
- 경부고속도로 서울방향 입장거봉포도휴게소 18km

## 전후
- 천안 분기점 → 천안삼거리휴게소 → 천안 나들목
- 청주휴게소  → 천안삼거리휴게소 → 입장거봉포도휴게소